# کاتالینا ایرلاینز
کاتالینا ایرلاینز (به انگلیسی: Catalina Air Lines) یک شرکت هواپیمایی است که در تاریخ ۱۹۴۰ میلادی تأسیس شده است.